# 緊那羅

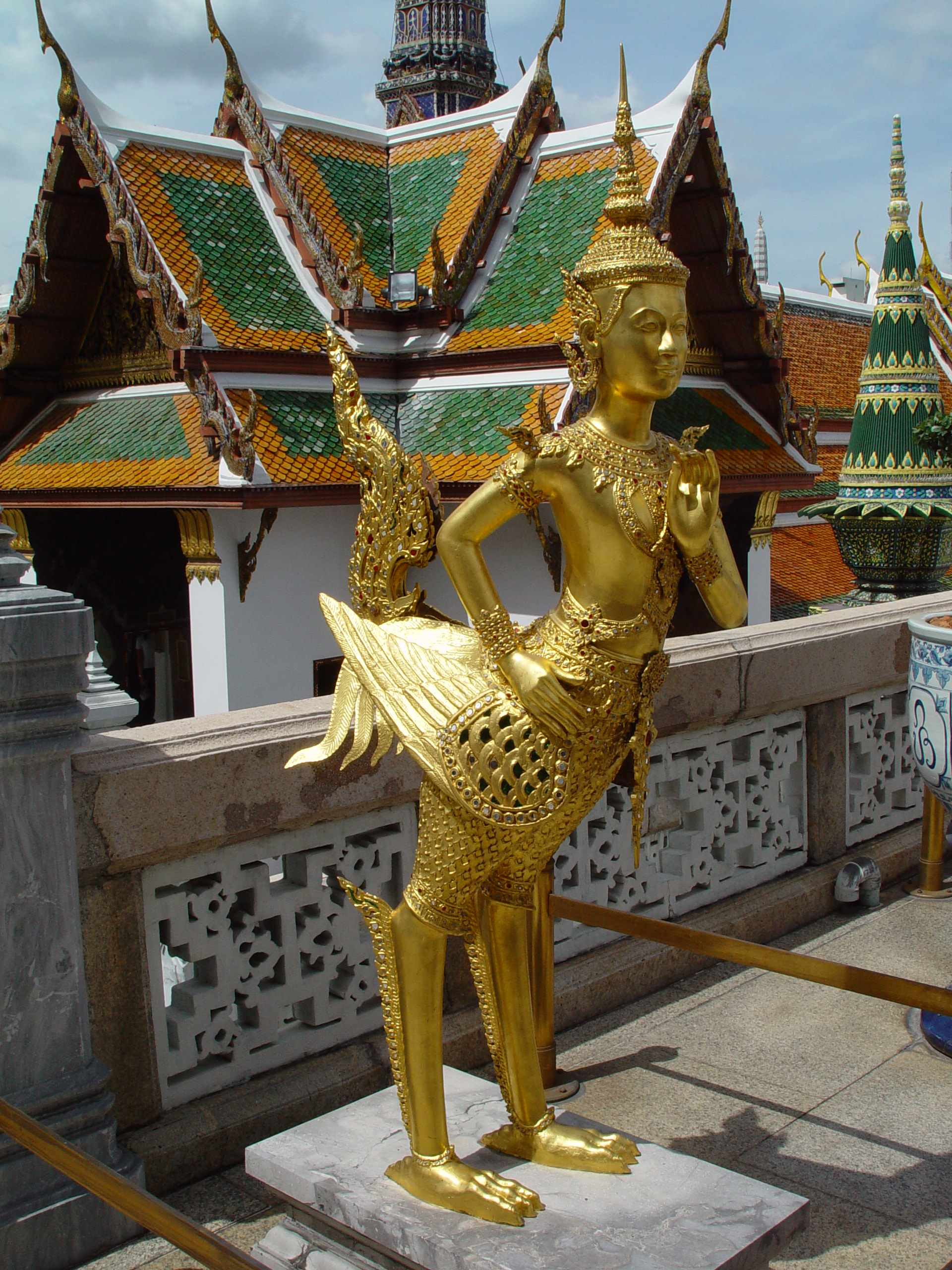
タイ、ワット・プラケーオの緊那羅（キンナリー）像

緊那羅（きんなら）は、インド神話に登場する音楽の神々（または精霊）である。仏教では護法善神の一尊で、天竜八部衆の一つである。漢訳は人非人・疑神・歌神・楽神で、緊捺羅、甄陀羅（けんだら）、真陀羅（しんだら）とも音写される。
サンスクリット語ではキンナラ（Kiṃnara）だが、タイ語・インドネシア語・英語などではキンナラ（Kinnara）で、日本でもカナで表す場合は主にキンナラである。
漢字ではあまり区別しないが、女性の緊那羅は、サンスクリット語でキンナリー （Kiṃnarī）、タイ語・インドネシア語・英語などでキンナリー、キンナリ （Kinnari、英語では Kinnaree とも）と呼ぶ。
現代のインドにおけるヒジュラーおよびその共同体では、彼らの生業である歌と踊りに秀でていることから、キンナラ（Kinnar または Kinner）と他称されることを好むとされる。

## 伝承
緊那羅は音楽の神で、特に歌が美しいといわれる。ヤシャ（夜叉）と共にブラフマーの爪先から生まれ、カイラス山にあるクベーラの天界で、楽師として音楽を奏でているという。
キンナラ（男性の緊那羅）は、半人半馬であり、馬頭人身とも、人頭馬身ともいわれる。
キンナリーは美しい天女であり、ときおり地上に舞い降り、水浴びなどして遊んでいるという。タイなど東南アジアでは、キンナリーは半人半鳥で、下半身が鳥に似ている。

## 日本における緊那羅

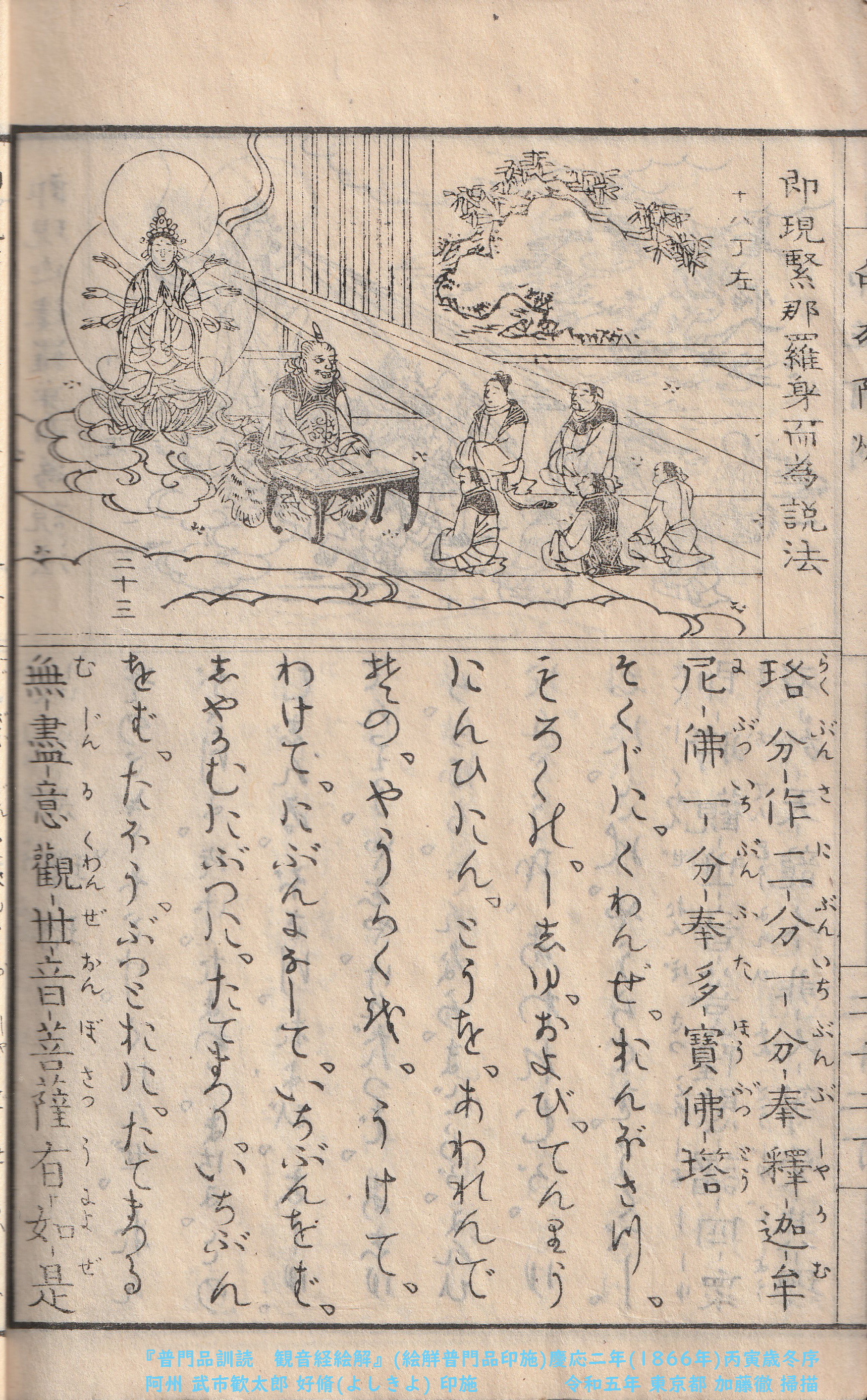
説法する緊那羅(背後には観音菩薩)。幕末の本の挿絵

神にも人にも畜生にも鳥にも当たらない、半身半獣の生物とされるため人非人ともいう。漢訳で人非人、疑神とされるのは、サンスクリット語でnara（人間）に由来するという説もある。
仏教においては、乾闥婆と同様に帝釈天の眷属とされ、八部衆の一人に数えられる。また、密教では、胎蔵界曼荼羅の外金剛部院北方に配せられている。 
また『大樹緊那羅所問経』1に、香山（こうせん）の大樹緊那羅が釈迦仏の前で8万4千の音楽を演奏し、摩訶迦葉がその妙なる調べに本来の気性や威儀を忘れて立ち上がって踊った、という故事は有名である。

## 中国の仏教
緊那羅は少林寺でコンフー信仰として祀られる主神であり、少林寺には緊那羅王を供える場所がある。『河南府志』によると、元代、少林寺には、とある炊事場の雑務を務める行者があり、彼は髪の毛剃らず、裸背、裸足で手にいつも焚付用の棒を持っていた。紅巾軍が少林寺を討った時、彼は突然数十丈に伸び、自分を「緊那羅王」と名乗った。紅巾軍は、これを見て慌てて逃げ出した。その後、この行者も成仏した。少林寺の僧侶達はこれでようやくこの行者は緊那羅王の化身と分かり、彼の塑像を作り、緊那羅殿を増築した。彼は寺の護法伽藍菩薩となっている。
行者：中国の漢伝仏教の修行者、髪の毛剃らないくても大丈夫。一般人は僧侶になりたいなら、先ず「行者」となり、寺で労役を務める。認められるから僧侶になれる。